# 夜来たる
『夜来たる』（よるきたる、英: Nightfall）は、アイザック・アシモフが1941年に発表した短編SF小説。アシモフの出世作であり、SF界の古典の一つと言われている。また同題の短編集、及びロバート・シルヴァーバーグによる長編版も存在する。

## 概要
6重太陽の惑星・ラガッシュを舞台に、日食によって2000年振りの「夜」の到来を迎えた人々の姿を描いている。
本作の基本アイデアは、アシモフのSF作家としての師であるジョン・W・キャンベルによるものである。当時『アスタウンディング』誌の編集長だったキャンベルは、アシモフにラルフ・ワルド・エマーソンの随筆「Nature」の一節「もし星々が千年に一夜のみ輝くなら、人々はいかにして神の都の存在を信じ、後世に語り継ぐ事が出来ようか」を読み聞かせ、これをモチーフにした短編を書くように薦めた。
本作によって、それまで無名の若手作家の一人だったアシモフは一夜にして一流作家の仲間入りを果たし、本作はその後50冊以上のアンソロジーに収められた他、SF作品の人気投票でも常に上位に入るなど、SF界の古典として確固たる地位を占めている。
こうした評価に対してアシモフ自身は生前、21歳の時の作品が自身の最高傑作と言われることに難色を示す一方で、自身の名義会社を「Nightfall Inc.」と名付けるなど、複雑な心境を覗かせていた（詳細は後述の短編集の本人の記述および巻末解説に詳しい）。
なおアシモフは後年、『アシモフ初期作品集』の本作執筆時の状況を記したくだりにて、自分は実際に前述のエマーソンの文章を読んだことがなく、出典を探したが見つからなかったので教えて欲しいと読者に訴えている（その後、『F&SF』誌連載の科学エッセイの中で、このことを公表したとたん、数多くの読者から出典を知らせる手紙が届いたことを明かしている）。

## あらすじ
惑星ラガッシュ（Kalgash）は、その星系の6つの太陽のうちの少なくとも1つによって常に照らされている。 ラガッシュには暗闇はあっても（洞窟、トンネルなど）「夜」は存在しなかった。
文明が間もなく終了することを警告する科学者のグループの大学の展望台に、懐疑的なジャーナリストが訪れインタビューする。 研究者たちはラガッシュの多くの古代文明の証拠を発見したと説明する。これまでに発見された9つの文明すべてが火災によって破壊されており、それぞれの崩壊は約2000年周期で起こっていると語る。 終末教団の黙示録によれば、ラガッシュは2050年ごとに巨大な洞窟の中を通過し、世界は闇に閉ざされ、「星々」と呼ばれるものが現れる。「星々」は人々の魂を奪い、理性のない獣に変え、人類は自らの手で文明全てを壊し尽くすと言われている。
科学者たちは、この終末神話と「万有引力」の研究を使い、繰り返す文明の崩壊に関する理論を開発する。 太陽アルファの周りを回るラガッシュの軌道の数学的分析は、6つの太陽の光では見えない未発見の月によって引き起こされた不規則性を明らかにする。計算によると、この月は太陽が空にある時には見えないが、約2000年に一度だけ皆既日食を引き起こす。太陽が沈まない惑星で進化してきたラガッシュ人は、暗闇に対して強い本能的な恐怖を抱いており、広範囲に及ぶ暗闇を経験したことがない。 心理学的実験により、ラガッシュに住む人々は暗闇にわずか15分いるだけで永久的な精神的損傷または死を経験することが判明している。日食は半日以上も続くと予測されていた。
科学者たちは過去の文明は、日食の間に狂気に陥った人々が光源を求めて手当たり次第に火をつけ、大規模な火災が起こった末に都市さえも焼き尽くされたと結論付けていた。 狂った生存者と小さな子供たちによる口頭による説明は、時代を越えて伝えられ、終末教団の聖典の基礎となった。 現代の文明は同じ理由で崩壊を運命づけられているが、科学者たちは、次の日食の詳細な観察が文明崩壊のサイクルの打破に役立つことを望んでいた。
しかし、科学者たちは「星々」に対して準備ができていなかった。 ラガッシュの住民は絶え間ない陽の光によって自分たち以外の星の存在を知らなかった。 天文学者は、宇宙全体の直径はわずか数光年であり、仮説的な少数の他の太陽を含む可能性があると考えていた。 
そして皆既日食が始まった。ラガッシュは巨大な星群の中心に位置し、日食の間に人々が見た最初の夜空は、3万を超える星々のまぶしい光で満たされていた。宇宙がはるかに広大であり、彼らが信じていたよりもラガッシュがはるかに取るに足らないという事実が、科学者を含むすべての人々を狂気に陥らせた。展望台の外の地平線上では、太陽のものではない炎の光が輝きを増していた。ラガッシュに再び夜が来た。

## ラガッシュの星系
ラガッシュの星系には原作の短編小説版ではアルファ、ベータなどの名前の6つの星があるが、長編小説ではそれぞれに名前が付けられている。長編版ではオノス(Onos)はラガシュの主要な太陽であり、地球から太陽までの距離と同様に、10光分離れた場所に位置している。 他の5つの太陽は比較的小さいが、ラガッシュの住民が「夜」を定義するのを防ぐのに十分な光を与えている。他の天体では、タノとシタがオノスの約11倍離れた位置に連星系を形成している。
- オノス(Onos) – OG型主系列星–太陽に似た恒星
- ドヴィム(Dovim) – 赤色矮星
- トゥレイ(Trey)とパトゥル(Patru) – A型またはF型の主系列星。「ホワイト」と呼ばれる - 連星
- タノ(Tano)とシタ(Sitha) – A型、B型、またはO型の主系列星。「ブルー」と呼ばれる - 連星

ラガッシュの空で最も明るく最大に見える星であるオノスは、ラガッシュが周回する星である。 オノスは、連星のトゥレイとパトゥル、もう一方の連星であるタノとシタ、および赤色矮星のドヴィムを周回している。これらの星に加えて言及されている他の唯一の天体は、ラガシュの科学者によってラガッシュ2と呼ばれているラガシュの月である。ラガッシュ2はラガッシュの周りの偏心軌道をたどり、2049年ごとにドヴィムを遮り皆既日食を起こす。ラガッシュの一部からはドヴィムだけが見える唯一の星である。

## 収録
- 「夜が来る」佐藤俊彦訳、 東京元々社『宇宙科学小説シリーズ 2 時間と空間との冒険』 1957年12月
- 「夜来る」川村哲郎訳、S-Fマガジン1964年3月号
- 「夜来る」川村哲郎訳、早川書房『世界SF全集32 -世界のSF 現代編』 1969年9月
- 「夜来る」中上守（川村哲郎のペンネーム）訳、ハヤカワ・SF・シリーズ3307『時間と空間の冒険2』 1973年8月
- 「夜来る」川村哲郎訳、新潮文庫『宇宙SFコレクション2 スターシップ』 1985年12月 ISBN 4-10-221103-9
- 「夜来る」美濃透訳、ハヤカワ文庫SF692『夜来たる』1986年11月 ISBN 4-15-010692-4

## 短編集『夜来たる』
1969年、同題の短編集が刊行された。巻頭の『夜来たる』をはじめ20篇が収められている。
巻頭でアシモフ自身が語っているところによれば、最高傑作と呼ばれる『夜来たる』以来、少なくとも文章技巧の点では当時より進歩していることを証明するために、それまで短編集に未収録だった短編群を執筆順に収めて比較できるようにした、とのことである。そのため巻頭の『夜来たる』から巻末の『人種差別主義者』まで、執筆時期に26年もの開きがあり、内容も異星人・宇宙戦争物やロボット・カーの話、TVの討論番組の最中に書かれた掌編や医学専門誌に掲載された作品などバラエティに富んだものとなっている。
なお、日本語訳はハヤカワ文庫より『夜来たる』『サリーはわが恋人』の2分冊で刊行されている。

### 『夜来たる』収録作品

#### C-シュート（C-Chute）
※『サリーはわが恋人』の収録作品は掲載していない。

## 長編版
1990年、ロバート・シルヴァーバーグによる長編版が出版された。アシモフのオリジナル短編をベースにして、主に前日譚と後日譚とを加えた物になっている。
- アイザック・アシモフ&ロバート・シルヴァーバーグ著 小野田和子訳『夜来たる 長編版』（創元SF文庫）1998年6月 ISBN 978-4488604097

## その他
1988年にロジャー・コーマン監督により映画化された（邦題『暗闇がやってくる NIGHTFALL』）。2000年のアメリカ映画『ピッチブラック』は本作の設定をベースとしており、当初はタイトルも『Nightfall』の予定であった。
複数の恒星を持つ『HD 131399 Ab』では地球年で140年近くの間、昼が続くと推測されている。
劉慈欣の長編SF小説『三体』にも、三重太陽の挙動に翻弄されて興亡を繰り返す異星文明が描かれており、本作の影響を見ることができる。